# G-Elit
Die G-Elit-Präzisionswerkzeug-GmbH, ein Unternehmen der Gühring-Gruppe aus Baden-Württemberg, ist ein Berliner Hersteller und weltweiter Lieferant für Präzisionswerkzeuge, der außerdem als zentrales Werkzeuglager für die Gühring-Gruppe dient.

## Geschichte
Das Unternehmen wurde 1964 in Berlin-Reinickendorf in der Lengeder Straße gegründet und begann im darauf folgenden Jahr mit der Fertigung von Spiralbohrern und Maschinen.
1983 erfolgte die Erweiterung der Produktionsräume auf eine Nutzfläche von 8.500 m². Im Jahr 1988 wurde die Entwicklung und Fertigung von Hartmetallen an einem weiteren Standort in der Lübarser Straße in Berlin-Reinickendorf eingeführt. Der Forschungsbereich wurde 1989 um eine Abteilung zur Entwicklung von Beschichtungen und Beschichtungsanlagen erweitert.
Das Unternehmen arbeitet seit 1985 mit den Mosaik-Werkstätten für Behinderte zusammen. Jörg Gühring, Vorsitzender der Geschäftsleitung der Gühring KG, der Muttergesellschaft, wurde in diesem Zusammen für die Integration von Behinderten im Jahr 2000 mit dem Verdienstkreuz am Bande des Verdienstordens ausgezeichnet.

## Produktpalette
Das Unternehmen fertigt neben Fräswerkzeugen und Rotierfräseraufsätzen auch Spiralbohrer der Typen HSS und HSCo, letztere mit Durchmessern von 0,68 mm bis 16 mm. Zum Programm gehören weiterhin Industriebohrer mit einer speziellen Legierung für eine lange Lebensdauer.